# Shintoïsme d'État

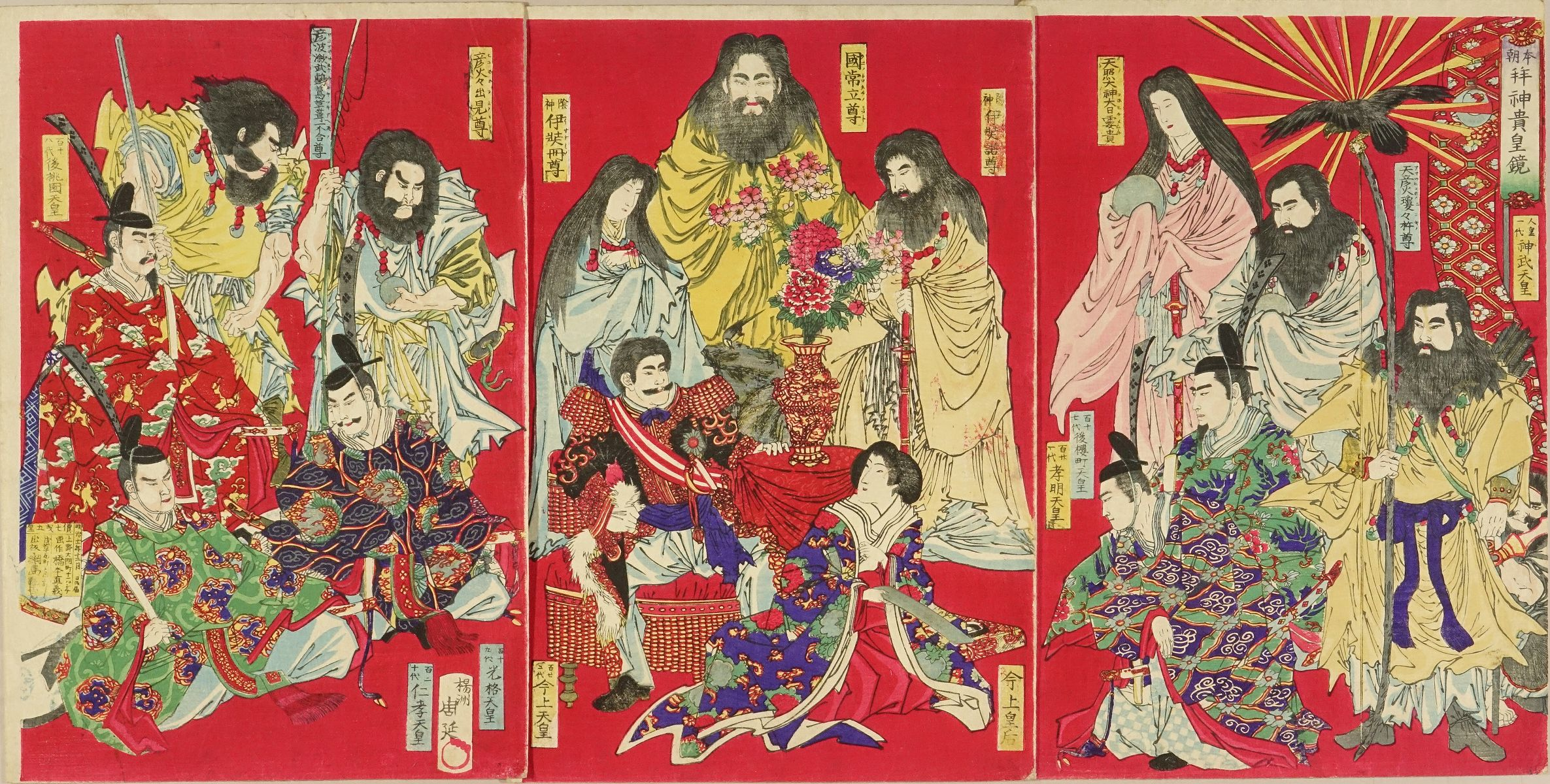
Gravure de Toyohara Chikanobu (1838-1912), réalisée en 1878, montrant l'empereur Meiji (assis au centre) et son épouse l'impératrice Shōken (assise à côté de lui). Les accompagnent dans la partie supérieure (de gauche à droite) les kami Izanami, Kunitokotatchi et Izanagi. À sa droite les accompagnent les kami Amaterasu (dans la partie supérieure et portant le trésor impérial du Japon), Ninigi-no-Mikoto (petit-fils d'Amaterasu, à la droite de celui-ci) et l'empereur Jinmu (1er empereur du Japon, portant l'arc couronné d'aigle), ainsi que l'impératrice Go-Sakuramachi (à la gauche de l'empereur Jinmu et dessinée comme un homme sur la gravure) et l'empereur Kōmei (à la gauche de l'impératrice Go-Sakuramachi). À sa gauche les accompagnent les kami Hiko-hohodemi (fils de Ninigi et grand-père de l'empereur Jinmu, vêtu de blanc) et Ugayafukiaezu (petit-fils de Ninigi et père de l'empereur Jinmu, habillé en jaune), ainsí que l'empereur Go-Momozono (11e empereur, vêtu de rouge), l'empereur Kōkaku (vêtu de noir) et l'empereur Ninkō (vêtu du vert). Durant la période du shintoïsme d'État est apparu et a été développé le concept de divinité de l'empereur comme essence de l'unité de la nation, avec la création d'un arbre généalogique qui remonte au premier empereur puis aux divinités les plus importantes de la mythologie japonaise.

Le 国家神道 (Kokka Shintō, littéralement «Shinto d'État »)  est l'idéologie promue par le gouvernement japonais depuis le début de l'ère Meiji (1868-1912) jusqu'à sa défaite à l'issue de la Seconde Guerre mondiale. Initialement fondée sur la pratique continue du shintoïsme, avec la fusion des rites accomplis à la Cour impériale et des rites accomplis dans les sanctuaires shinto, le shintoïsme d'État devient la religion officielle de l'empire du Japon. Cette idéologie porte l'empreinte d'un caractère nationaliste avec la réhabilitation des coutumes nationales pures et originales d'avant l'arrivée au Japon des croyances d'origine étrangère telles que le bouddhisme, le confucianisme, le taoïsme et le christianisme. Il y a cependant désaccord sur le point de savoir si le shintoïsme d'État est en lui-même une religion indépendante, ce qui n'est pas clairement prouvé tant du point de vue historique que du point de vue théologique car ce shintoïsme officiel met plutôt l'accent sur la morale, l'éthique et le respect teinté de mysticisme. Selon l'historien Kuroda Toshio, la conception du shinto comme religion native n'apparaît qu'avec l'émergence du kokugaku par Motoori Norinaga. Ce point de vue n'est cependant pas considéré dans certaines conditions relatives à la distinction du shintoïsme comme religion ou comme pratique séculaire.
Le terme « shintoïsme d'État » n'est pas à l'origine un mot japonais et ne commence à être mentionné qu'à la fin du XIXe siècle en dehors du Japon par les japonologues étrangers. Sa traduction en japonais n'est rendue officielle qu'après la fin de la Seconde Guerre mondiale, pour décrire l'essentiel des idéaux, des rites shintoïstes et des institutions créées par le gouvernement pour promouvoir la divinité de l'empereur du Japon et l'identité nationale japonaise (kokutai). Il s'agit de distinguer le shintoïsme pratiqué depuis la fin de la guerre jusqu'à aujourd'hui parmi une des nombreuses religions qui existent au Japon et dont la pratique est limitée aux sanctuaires. Avec la promulgation de la « directive shinto » (神道指令, Shintō Shirei) du 15 décembre 1945, le shintoïsme d'État est clairement défini dans le document comme « la branche du shinto qui diffère par la loi du shinto des sectes ». Les édits et les dispositions administratives qui ont inspiré la création du shintoïsme d'État en tant que tel sont:
1. La séparation en 1882 du rôle des missionnaires de l'État de celui des kannushi (officiants shintoïstes), qui prêchent avec l'idée que les sanctuaires ne sont pas religieux.
2. La création du « bureau shinto » (神社局, Jinja kyoku?) en 1900 qui intègre l'administration des autres sanctuaires religieux.

À la suite de ces deux initiatives administratives, le shintoïsme (神社神道, shintō jinja) est considéré comme synonyme du shintoïsme d'État ou shintoïsme national, et la surveillance et l'administration des sanctuaires et des rites shinto devient une question nationale d'une grande importance. Parmi les mesures les plus importantes de l'État impliquant la mise en place d'un système de sanctuaires impériaux et nationaux  (官国币社, Kankoku Heisha) à partir de fonds publics, figurent la présentation d'offrandes (神饌, shinsen) aux sanctuaires municipaux, préfectoraux et d'autres types, et la systématisation des rituels et des prêtres des sanctuaires shintoïstes. Ces systèmes sont maintenus grâce à l'adoption de lois et de mesures administratives de toutes sortes mais techniquement, il n'existe pas de cadre juridique qui les définit entièrement de façon officielle. Les systèmes sont plutôt formés par l'adoption d'une série de lois individuelles et de stratégies administratives. Par conséquent, du point de vue de son cadre juridique, le shintoïsme d'État est très instable. En fait, le gouvernement cherche en permanence – mais en vain - à unifier les différents systèmes de sanctuaires dans un cadre juridique universel. Dans le cadre de ses efforts visant à créer un système unifié, le gouvernement organise également de nombreux comités de recherche. Le plus important est le « comité d'enquête du système des sanctuaires » (神社制度調査会, Jinja Seido Chōsakai) établi en 1929, qui entraîne une révision drastique des dispositions administratives relatives aux sanctuaires. Parmi les propositions, l'administration s'adosse aux sanctuaires comme le Yasukuni-jinja d'une part et la création de l'« institut des divinités » (神祇 院, Jingiin) de l'autre.
Avec la mise en place du gouvernement de Meiji en 1868, la liberté de culte est établie sous certaines conditions en conformité avec un organisme gouvernemental qui concentre toutes les administrations des affaires religieuses afin de mettre en œuvre la politique de séparation du bouddhisme et du shintoïsme. Plus tard, en 1871, tous les sanctuaires shinto au Japon deviennent propriété du gouvernement central (subordonnées au ministère de l'Intérieur ou au ministère de l'Éducation). Après la capitulation du Japon qui met fin à la Seconde Guerre mondiale, le commandant suprême des forces alliées dissout ce système complexe, mettant ainsi fin au shintoïsme d'État.

## Contexte

### Avant la réforme Taika

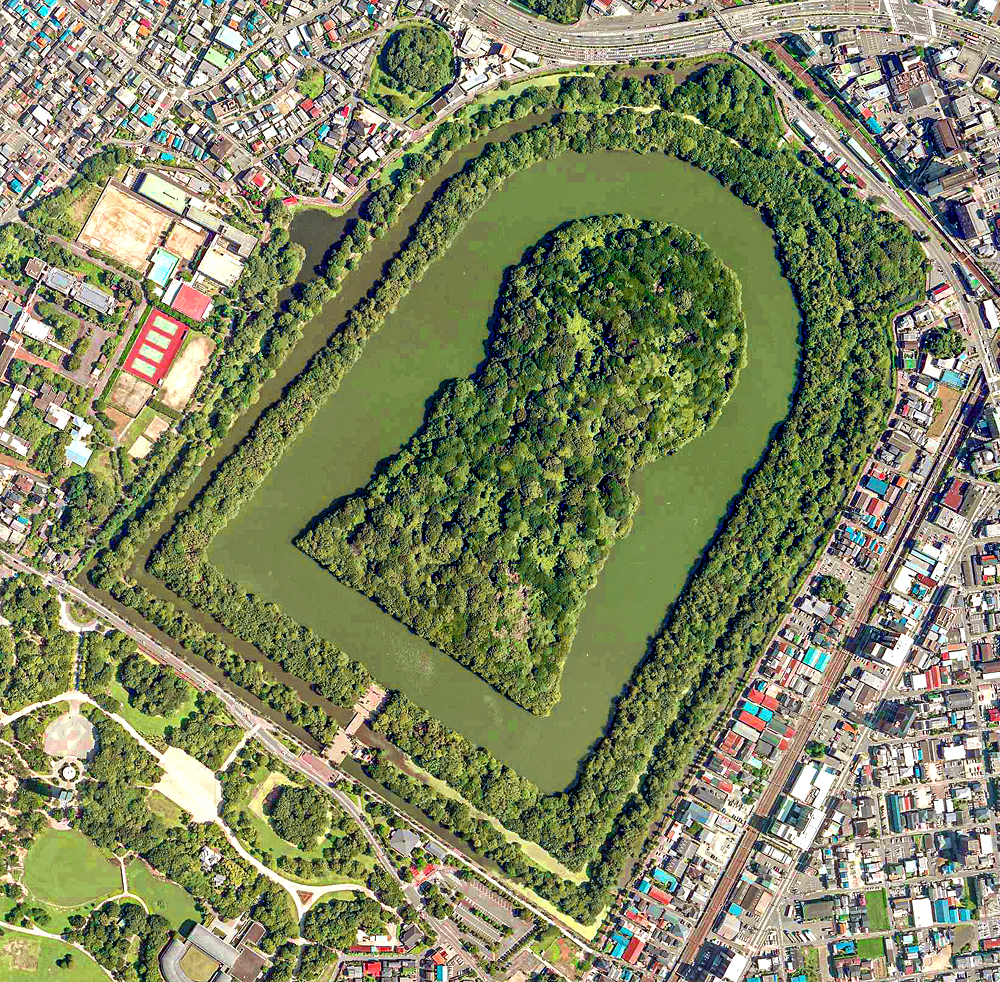
Kofun dédié à l'empereur Nintoku, construit au Ve siècle et considéré comme le plus grand tombeau funéraire du Japon et dans le monde. Les kofun sont l'un des premiers signes d'une relation intime entre le pouvoir politique au Japon et la foi religieuse du pays.

Avant l'apparition des écrits les plus anciens au Japon, le Kojiki et le Nihonshoki, écrits au début du VIIIe siècle et qui sont la base du shinto et des sanctuaires shintoïstes, il existe de nombreuses incohérences car il y a un mélange de faits historiques et mythologiques. En outre, les écrits étrangers comme le Wei Zhi chinois de la période des trois Royaumes de Chine (écrit à la fin du IIIe siècle), révèlent certaines circonstances historiques du Japon antique.
Durant la période Yayoi (300 av. J.-C. – 300) sont introduites l'agriculture (cultures basées sur le riz) et la métallurgie en provenance d'Asie et il se développe ainsi une culture religieuse au Japon. La métallurgie permet la fabrication de miroirs de bronze et d'épées utilisés pour les rites religieux et l'agriculture entraîne l'apparition de rites conçus pour demander aux dieux, appelés kami (神), que les récoltes soient bonnes. Des offrandes de vin et de nourriture sont faites avec des os en guise d'oracles. Ces coutumes sont les prédécesseurs du shintoïsme (神道, Shintō, littéralement « La voie des dieux »),.
Cette période voit aussi l'apparition de petits États ou « royaumes » (selon le Wei Zhi il en existe une centaine) qui amènent d'importantes et intimes relations entre les clans japonais (氏, uji) régissant ces États et sites rituels, lesquels seraient les ancêtres des sanctuaires shintoïstes. Étant donné que chaque clan a sa propre divinité tutélaire, également appelée ujigami (氏神), cela créé respect et admiration tant pour le site rituel qui possède la divinité que pour le clan qu'elle représente.
En tant qu'ils consolident et hiérarchisent le pouvoir durant la période Yamato (300 – 593), les sanctuaires sont favorisés comme principaux lieux de culte des kami du clan, dont l'influence croît à mesure que s'étend la domination du dit clan sur de grandes régions et que plus de personnes sont subordonnées au culte, ce qui a une importante signification géopolitique. La construction des kofun (古墳), tumulus funéraires contenant des épées, des bijoux (magatama) et des miroir (objets étroitement associés aux insignes impériaux du Japon) a pour but de refléter l'ampleur du pouvoir des dirigeants : plus grands sont leurs richesses et leur pouvoir politique, plus grande est la taille du kofun,.
C'est dans ce contexte que s'établit et se consolide le pouvoir du clan Yamato comme clan dominant entre les autres États, ce qui en fait l'autorité centrale des États japonais au début du VIe siècle. Durant cette période est fondé l'Ise-jingū, mentionné au cours du règne de l'empereur Yūryaku comme l'endroit le plus sacré et le plus important du shintoïsme. Depuis le règne de l'empereur Sujin, une princesse non mariée de la famille impériale du Japon appelée Saiō (斎王) exerce la fonction de prêtresse en chef de ce sanctuaire. C'est en ce même endroit qu'est conservé depuis des temps immémoriaux et aujourd'hui encore, un des trois trésors impériaux, le miroir sacré appelé Yata no Kagami, nécessaire à l'accession au trône de l'empereur du Japon.
L'activité du shinto en ces temps anciens est double : l'une se limite à chaque communauté, avec des cérémonies qui ont lieu lors de journées spéciales et des cérémonies relatives à l'agriculture et une autre consacrée à la vie politique et religieuse du clan dominant.
Au VIe siècle cependant, une nouvelle vague venant de Corée introduit le bouddhisme au Japon (en 552 selon le Nihon Shoki, en 538 selon certains experts), à la suite de la propagation de cette religion en Asie. Le clan Soga se fait l'avocat de la diffusion du bouddhisme dans le pays tandis que les clans Mononobe et Nakatomi posent qu'accepter une religion étrangère pourrait offenser les divinités indigènes et ainsi éroder le shinto. Après une guerre civile à l'issue de laquelle le clan Mononobe est défait, le bouddhisme prend racine dans le clan Yamato et l'impératrice Suiko est le premier souverain impérial qui accepte cette religion. Le prince Shōtoku, est le principal promoteur du bouddhisme au Japon, dans une période connue sous le nom période Asuka (593 - 710), au cours de laquelle la nation est progressivement centralisée dans les mains du clan Yamato.

### À partir de la réforme de Taika

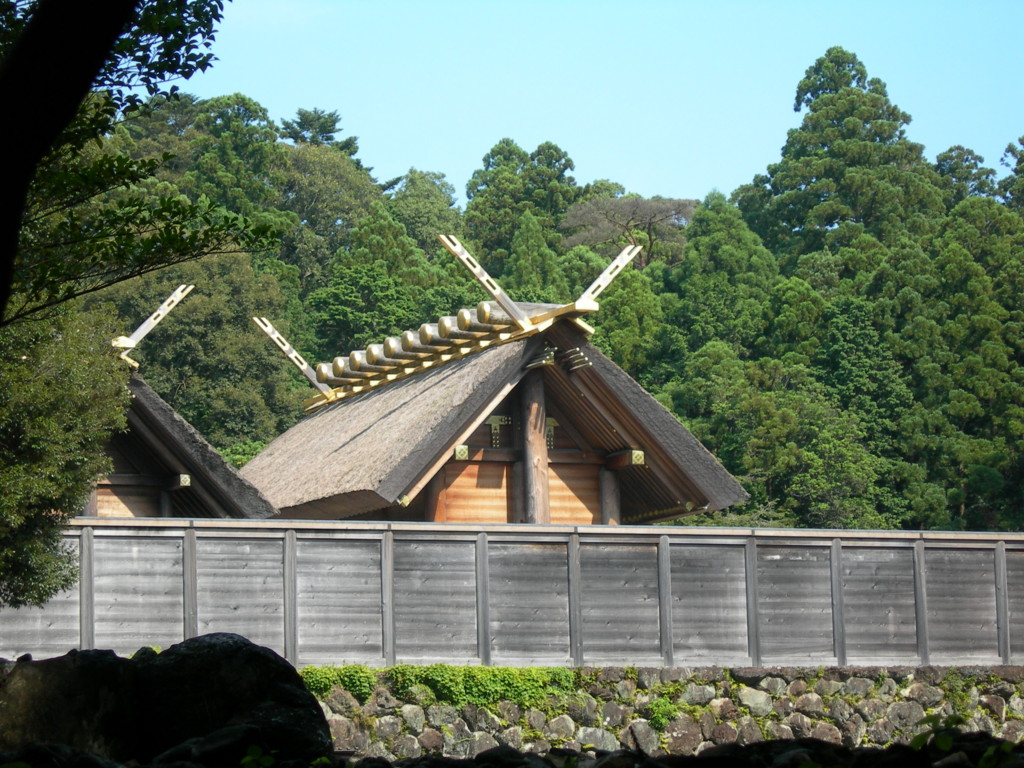
Vue du principal sanctuaire de Naikū, partie la plus sacrée du Ise-jingū, considéré l'endroit le plus sacré du shintoïsme. Le sanctuaire d'Ise se trouve au sommet de la hiérarchie bureaucratique-religieuse depuis des temps immémoriaux, et son rôle est renforcé dans l'institution du shintoïsme d'État à l'ère Meiji.

La réforme de Taika, promulguée en 645 et inspirée du confucianisme et autres courants philosophiques chinois, met fin à la période de domination des clans et justifie la formation d'un empire japonais centralisé avec l'empereur comme principale autorité qui gouverne les provinces nouvellement créées et les districts du Japon à l'imitation des modèles politiques, sociaux et culturels de la Chine impériale. Dans le même temps, avec la mise en place de ces lois sont formellement établis l'État-nation japonais ainsi que plusieurs règlements spécifiques pour la pratique du shinto, qui à cette époque commence à développer progressivement et systématiquement un syncrétisme avec le bouddhisme et le confucianisme par le biais des préceptes moraux de tsumi (詰み, « obstacles dans la vie ») et de kegare (汚れ, « impureté »).
Les dispositions légales du code de Taihō de 701 et du code Yōrō de 708 sont également particulièrement importantes à cet égard pour justifier la création d'un bureau central du culte des kami appelé Jingi-kan (神祇官). Le Jingikan, administré par les clans Nakatomi, Inbe et Urabe, réunit un système de sanctuaires (environ 3 000 au début du Xe siècle) dans lesquels les offrandes des fidèles se font au profit de l'État.
Durant l'époque de Nara (710 – 794), le shinto se cristallise comme système impérial religieux avec une constante interaction avec le bouddhisme et le confucianisme. Pour légitimer l'autorité impériale fondée sur un mélange de faits historiques, mythologiques et de rituels religieux, les chroniques Kojiki (古事記) en 712 et le Nihonshoki (日本書紀) en 720 sont compilées. Elles décrivent la mythologie japonaise et la structure du panthéon shintoïste y est reliée à la structure socio-politique du moment : les différents clans qui ont formé la famille impériale japonaise ont pour ancêtres diverses divinités shinto. En outre, au cours de cette période, les temples bouddhistes commencent à être construits à côté de sanctuaires shintoïstes et sont connus comme jingū-ji (神宮寺, « sanctuaires-temples »). Par ailleurs, les moines bouddhistes cherchent le salut dans les kami et lisent les sūtras bouddhistes en face des sanctuaires. Grâce à cette aide, certains kami reçoivent le titre bouddhiste de bodhisattva, par exemple Hachiman en 783.
Toujours au cours de cette période est promulgué le Jingiryō (神祇令, « code sur les kami du ciel et de la terre »), contenant des instructions spécifiques pour les cérémonies, les fêtes et les affaires administratives des sanctuaires. Le Denryō (田令, « code sur la réforme agraire ») fait des exceptions particulières pour les sanctuaires et les temples avec des baux qui dépassent les six ans, limite habituelle. Les rituels shintoïstes célébrés par la famille impériale et les plus hauts membres de l'aristocratie sont codifiés dans la première moitié de l'époque Heian (794 - 1192). Des codes sont adoptés comme le Kōninshiki (弘仁式) en 820, le Jōganshiki (貞観式) entre 869 et 871 puis plus tard en 927 le Engikyaku (延喜脚) et l'Engishiki (延喜式), ce dernier étant le plus important de tous,.
L'Engishiki est un ensemble de règles et de procédures décrites en cinquante chapitres pour mettre en œuvre les lois pénales, en complément du cadre administratif et bureaucratique de l'ère Heian, Les dix premiers chapitres, consacrés au fonctionnement du Jingi-kan (comprenant un tiers du code), sont plus précisément divisés comme suit:
- Rites des quatre saisons (chapitres 1 et 2) : fournit les protocoles des divers festivals annuels et spécifie les règles relatives à la variété et aux quantités des offrandes;
- Rites extraordinaires (chapitre 3) : réglemente les offrandes des cérémonies tenues à titre occasionnel ou extraordinaire;
- Grand sanctuaire d'Ise (chapitre 4) : liste les règlements de ce sanctuaire;
- Bureau de la princesse consacrée o Saigū (斎宮?) (chapitre 5) : réglemente les procédures que doit suivre la princesse qui sert les divinités du sanctuaire d'Ise;
- Bureau de la princesse consacrée aux sanctuaires Kamo (chapitre 6) : réglemente les procédures que doit suivre la princesse qui sert les divinités des sanctuaires Kamo;
- Succession et grand rite de l'épreuve des nouveaux fruits ou Daijōsai (chapitre 7) : code du protocole de ce rite important qui n'est effectué que lorsque l'empereur monte sur le trône;
- Prières aux kami ou norito (祝詞?) (chapitre 8) : liste des 27 phrases utilisées dans la liturgie shinto;
- Enregistrement des kami ou Jinmyōchō (chapitres 9 et 10) : liste la classification des sanctuaires shinto.

Dans ce document sont inscrits les noms des 2 861 « sanctuaires du gouvernement central » (官社, kansha) qui reçoivent des offrandes au kami de la part d'un fonctionnaire impérial appelé kanpei (官幣) qui assiste à la fête annuelle du printemps ou kinensai (祈年祭). Le nombre de divinités vénérées dans les kansha, connues sous le nom de Tenjin Chigi (天神地祇, « divinités du ciel et de la terre »), par l'Engishiki, se monte à 3,132 kami. Tous les kansha sont classés par province et par district.
Un autre poste de fonctionnaire similaire (kokuhei), établi en 798, est responsable des grands sanctuaires provinciaux, puis des sanctuaires nationaux et du personnel de ces sanctuaires (kokuheisha) et enfin des gouverneurs de province. Le shintoïsme impérial gagne ainsi le statut de religion compatible avec un système de mythes, de rituels, de lignées sacerdotales et de sanctuaires.

### Durant le shogunat
En 1185, Minamoto no Yoritomo commence le gouvernement militaire du shogunat et cette période ne connaît pas de changement politique significatif dans le shinto. Les privilèges juridiques des sanctuaires sont liés au développement des shôen, mais ceux-ci ne sont pas perturbés par le shogun.
Dans le même temps, comme la foi religieuse shinto est fortement engagée dans un mouvement de syncrétisme avec le bouddhisme et que le culte des kami est équivalent à l'admiration pour les bouddha et vice versa, les pratiques et les rituels se mélangent. Au cours de cette période, le shintoïsme commence à se scinder en trois branches : l'une étroitement associée avec les écoles bouddhistes Tiantai (avec le shintoïsme Sanno et le shintoïsme Sanno Ichijitsu) et Shingon (avec le shintoïsme Ryōbu); une autre associée à la tradition des sanctuaires comme le Kumano-jinja, l'Iwashimuzu Hachiman et le Kasuga-taisha; et une enfin, associée à des traités par des prêtres shintoïstes suivant la tradition impériale shinto en réaction à l'influence bouddhiste dans la foi, comme le shintoïsme Watarai du sanctuaire d'Ise et le shintoïsme Yuiitsu du Yoshida-jinja.
Pendant la domination du shogun Ashikaga Yoshimasa au milieu du XVe siècle, commencent plusieurs guerres civiles (telle que la guerre d'Ōnin) et les conflits internes du pouvoir impérial créent un schisme au sein du gouvernement central, provoquant une controverse dans laquelle les sanctuaires shintoïstes et les temples bouddhistes associés à chaque faction sont détruits. C'est à cette époque qu'apparaît le shinto Yoshida, branche fondée par Yoshida Kanetomo (1435 – 1511), dans lequel, pour la première fois est utilisé le terme « shinto » dans une propre autodénomination religieuse, terme qui sera utilisé pendant la restauration de Meiji. Le conflit militaire prend fin avec le règne de Toyotomi Hideyoshi à la fin du XVIe siècle. Cette période est témoin d'un processus de reconstruction du pouvoir central qui se termine en 1635 avec la mise en place d'un mécanisme politico-religieux municipal ayant autorité sur les temples et les sanctuaires appelé jisha bugyō (寺社奉行). Cette institution du shogunat établit une nouvelle hiérarchie pyramidale des temples et sanctuaires principaux et subsidiaires connue sous le nom honmatsu seido (本末制度, « ultime système principal ») qui réforme les normes juridiques et les bases des pratiques religieuses.
Au commencement du XVIIe siècle s'installe un mouvement de répression du christianisme au Japon, qui adopte un système d'enregistrement (voir fumi-e) devenu pratique très répandue dans les temples bouddhistes et connue sous le nom terauke seido (寺請制度, « Système de confirmation dans les temples »). Ce système oblige chaque Japonais à enregistrer sa foi dans un temple qui en retour délivre un certificat attestant qu'il n'est pas chrétien. Dans certains cas particuliers, des familles de samouraï et de courtisans sont autorisées à se faire enregistrer auprès de sanctuaires shinto.

## L'ère Meiji

### La Restauration de Meiji: le shintoïsme Hirata, leShinbutsu bunriet leJingi-kan

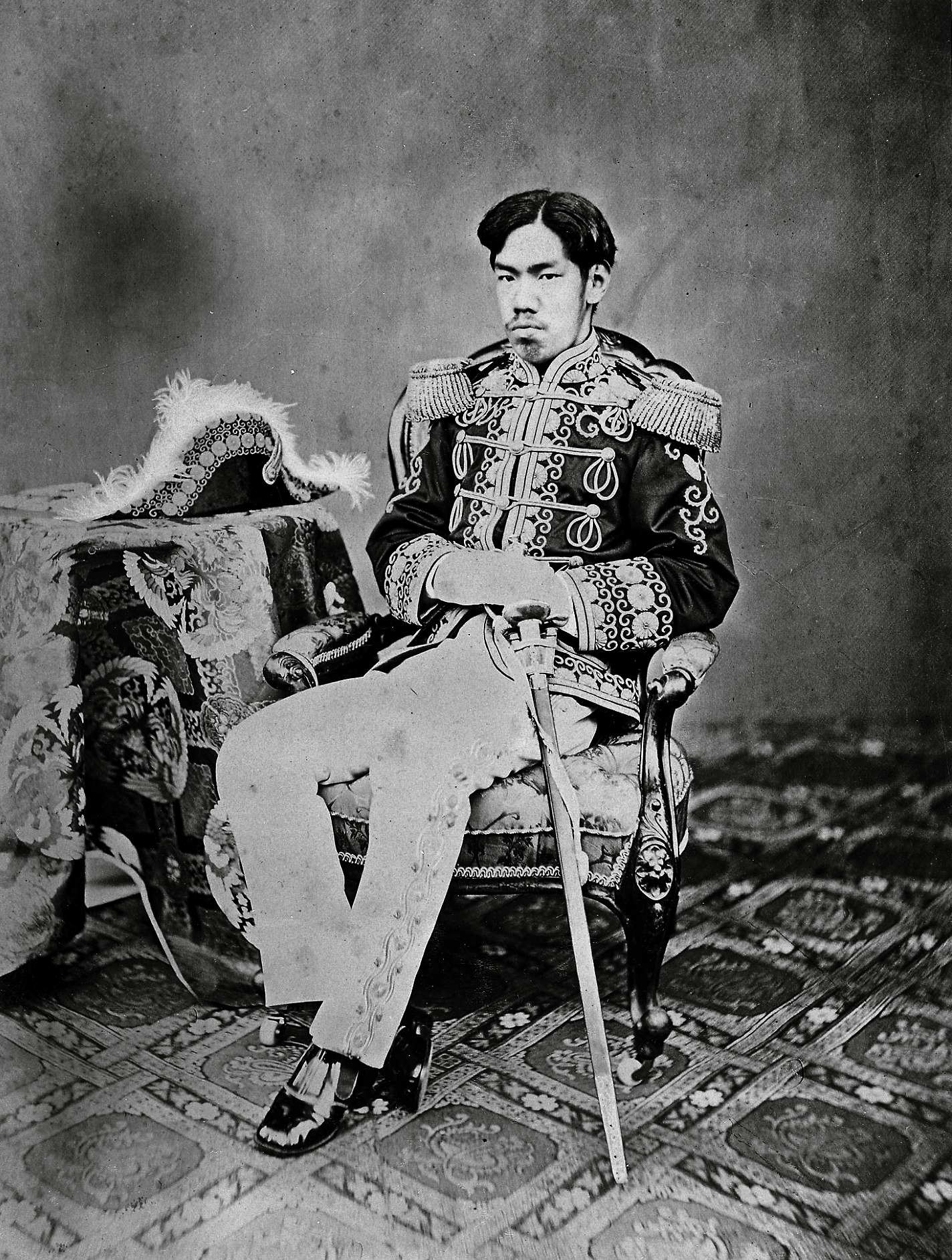
L'empereur Meiji vêtu d'un uniforme militaire (1873).

Le début de la restauration de Meiji, durant laquelle le Japon est régi par la figure symbolique de l'empereur (tenno) au sein du nouvel empire du Japon, se caractérise par une série de guerres civiles qui amènent à l'établissement en 1869 du Yasukuni-jinja, consacré à la mémoire de ceux qui ont perdu la vie au cours de la guerre de Boshin. Ce sanctuaire est à l'origine de l'admiration contemporaine pour tous les militaires japonais morts en combattant pour leur pays.
Depuis le début de la restauration, le shintoïsme est devenu l'agent catalyseur idéologique relativement aux réformes politiques dont le but est de restaurer l'empire japonais en référence aux descendants directs du tennō avec le légendaire empereur Jimmu, mythique fondateur du Japon.
C'est à cette époque qu'apparaît une demande du groupe parlementaire shintoïste Hirata, faction religieuse qui suit les préceptes du lettré kokugaku Hirata Atsutane (1776 – 1843) de l'époque d'Edo. Cette demande est d'étudier la philologie de la littérature nationale classique japonaise pour sauver le shintoïsme pur et original des influences bouddhistes et confucéennes et de créer une relation entre la religion et l'État avec le retour aux pratiques traditionnelles d'adoration de l'empereur comme un kami, au motif que le shinto est le seul agent à même d'unifier et de centraliser la nation pour réaliser la modernisation du pays. Un noyau de fondation mythologique idéologique de la politique nationale (connu sous le nom kokutai et traduit par « identité nationale », « politique nationale », « entité nationale » ou « base de la souveraineté de l'Empereur ») est extrait du Nihonshoki dans lequel la déesse du soleil Amaterasu Ōmikami, l'une des divinités les plus importantes du panthéon shinto, transmet son autorité sur l'archipel japonais à son descendant, l'empereur Jimmu.
Le gouvernement de Meiji transforme cette demande en auto proclamée « restauration shinto » (復古神道, Fukko Shintō). Par ailleurs, en février 1868, au cours de la première année de la restauration, est promulgué le Shinbutsu bunri (神仏分离), qui oblige la séparation du shinto et du bouddhisme, lesquels avaient fusionnés avec l'arrivée du bouddhisme au Japon au VIe siècle. Jusqu'en 1868, les temples bouddhistes et shintoïstes sont étroitement liés tant du point de vue religieux que philosophique (voir Shinbutsu shūgō). Avec les lois du Shinbutsu bunri, cette interdépendance est légalement suspendue et il est prescrit la séparation juridique des temples et des sanctuaires. Cette politique entraîne une considérable répression publique et nationale du bouddhisme au Japon. En outre, les dispositions et les tâches religieuses (comme les funérailles par exemple) sont progressivement légalement transférées du bouddhisme au shinto.
Toujours en 1868, sur les recommandations de Kanetane Hirata (1801 - 1882), est rétabli le Jingi-kan, mis en place par le code Yōrō de l'époque de Nara. Sa tâche consiste à déterminer les règles administratives et juridiques du shintoïsme d'État, y compris la nationalisation des propriétés shinto, l'abolition de l'héritage de la fonction des prêtres et l'introduction d'un système obligatoire de classement des prêtres et des sanctuaires. Au milieu de 1868, tant le sanctuaire d'Ise que les sanctuaires principaux (taisha) et les sanctuaires spéciaux consacrés par les messagers impériaux (chokusaisha) relèvent directement du Jingi-kan, tandis que les derniers sanctuaires sont sous la juridiction de l'administration régionale. En décembre 1868, dans tous les districts gouvernementaux, les daimyo des domaines féodaux et les préfectures doivent faire des rapports précis sur tous les sanctuaires et leur administration, conformément aux normes Engishiki. Ces rapports détaillés sont établis jusqu'en 1870. À la mi-1869, le Jingi-kan obtient une position de haut niveau dans la hiérarchie gouvernementale au sein du Conseil d'État.
Toujours en 1869, le Jingi-kan établit des missionnaires (宣教师, senkyōshi) préposés à l'enseignement du Shinto afin de « renforcer le guide mental des personnes sur la base du nouveau gouvernement ». Cette politique bénéficie de la participation conjointe des prêtres shintoïstes et des gouverneurs locaux. En 1870 est pris un décret impérial qui annonce les « grands enseignements » (大教, Taikyō). Il est considéré comme fondement de la diffusion à grande échelle de la propagande shinto sur les villes et certaines zones rurales et donne la priorité aux adeptes du shinto Hirata.

### L'empereur, la synchronisation et la nationalisation

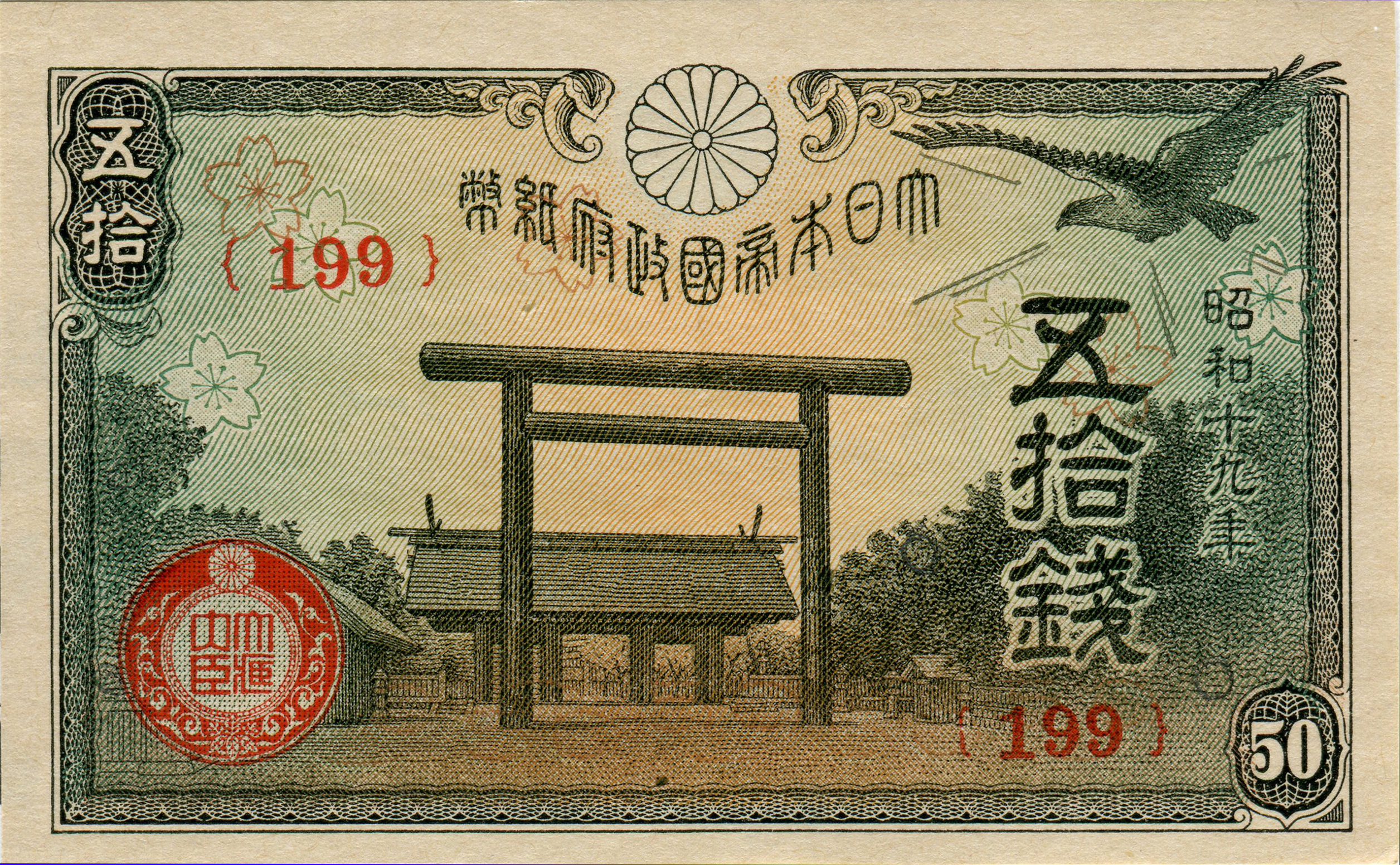
Billet de banque de l'empire du Japon avec le Yasukuni-jinja.

Au sein du mouvement de la Restauration, l'empereur (tennō) a une immense importance dans le culte du shintoïsme d'État. Avant la restauration, les manifestations de respect aux sanctuaires du pays s'expriment de manière habituelle par des messagers impériaux, tandis que l'empereur Meiji visite personnellement le Kamo-jinja de Kyoto, avant de transférer sa résidence à Tokyo. Quand il déménage, il visite directement le Hikawa-jinja et en 1869 est le premier empereur à visiter le sanctuaire d'Ise.
Au même moment commence la politique de synchronisation des temples et des sanctuaires, analogue à la Gleichschaltung de l'Allemagne nazie. Le 19 février 1869, le droit de céder ou de démettre de leur compétence les officiels des villes et registres officiels religieux est retiré aux sanctuaires et aux temples et transféré au daimyos. Au lieu de cela, la propriété reste inchangée et reçoit une subvention de recouvrement de l'impôt par le gouvernement féodal.
Cependant, le 23 février 1871, la transmission des droits de propriété est transférée des temples et des sanctuaires à l'État (à l'exception de la zone directe du sanctuaire et / ou du temple, qui conserve ce droit). Le financement futur des sanctuaires se fait en unités de subvention du riz.
En 1871 est légalisée l'abolition du caractère héréditaire de la prêtrise au prétexte que l'exécution des rites shintoïstes ne doit pas être réservée aux familles individuelles mais doit être un rite d'État (Kokka no Sōshi). De ce fait, les sanctuaires shinto sont entièrement subordonnés aux agences gouvernementales locales, préfectorales et nationales.
Cette même année est établi un « système moderne de classement des sanctuaires shinto » appelé Kindai Shakaku Seidō (近代社格制度) dans une structure pyramidale qui place le sanctuaire d'Ise à son sommet. Tous les sanctuaires, en prenant les sanctuaires urbains comme base du système, sont d'abord liés hiérarchiquement. Le système se répartit comme suit :
- Kansha (官社?, sanctuaires du gouvernement central) : sanctuaires dans lesquels sont présentées des offrandes officielles durant les fêtes de Kinensai et Niinamesai. Cela concerne un total de 198 sanctuaires répartis en deux groupes :
  - Kanpeisha (官幣社?, sanctuaires gouvernementaux ou sanctuaires impériaux) : sanctuaires vénérés par le Jingi-kan et subdivisés en trois catégories:
    - Kanpei Taisha (官幣大社?, grands sanctuaires gouvernementaux), comprend 67 sanctuaires;
    - Kanpei Chūsha (官幣中社?, sanctuaires gouvernementaux de taille moyenne), comprend 23 sanctuaires;
    - Kanpei Shōsha (官幣小社?, petits sanctuaires gouvernementaux), comprend 5 sanctuaires;

  - Kokuheisha (国幣社?, sanctuaires nationaux) : sanctuaires vénérés par les autorités locales et subdivisés en trois classes :
    - Kokuhei Taisha (国幣大社?, grands sanctuaires nationaux), comprend 6 sanctuaires;
    - Kokuhei Chūsha (国幣中社?, sanctuaires nationaux de taille moyenne), comprend 47 sanctuaires;
    - Kokuhei Shōsha (国幣小社?, petits sanctuaires nationaux), comprend 50 sanctuaires;
- Shōsha (諸社?, autres sanctuaires) ou Minsha (民社?, sanctuaires populaires)
  - Fukensha (府県社?, sanctuaires préfectoraux);
  - Hansha (藩社?, sanctuaires de domaines féodaux), cette catégorie est supprimée après l'abolition du système han et remplacée par les Fukensha;
  - Gōsha (郷社?, sanctuaires régionaux), sanctuaires au statut administratif variable, peuvent couvrir une ville ou la préfecture;
  - Sonsha (村社?, sanctuaires de villa), subordonnés à la catégorie Gōsha;
  - Mukakusha (無格社?, sanctuaires sans rang), légalement appelés sanctuaires qui ne conviennent pas pour la classe Sonsha. Cependant, cette catégorie comprend un grand nombre de sanctuaires dans lesquels sont faites des offrandes de manière indifférenciée et en 1880 il y a 60,436 sanctuaires dans cette catégorie.

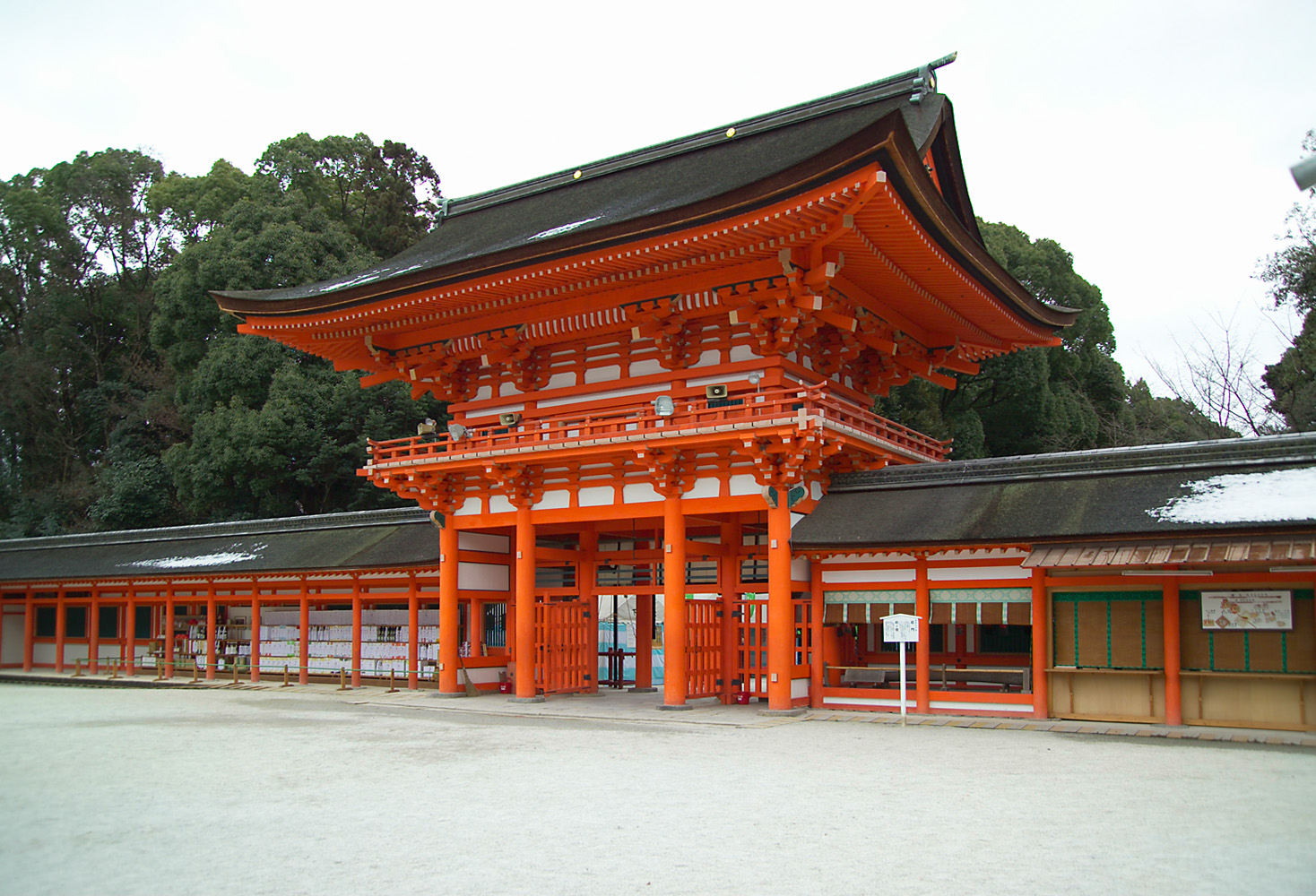
Porte du Kamo-jinja.

La hiérarchie entre les sanctuaires est différente de la classification; dans le cas des Kansha, tous ont été entièrement financés par les agences du gouvernement central. La distinction entre les Kanpeisha et les Kokuheisha n'est que nominale. L'unique différence est que les célébrations organisées dans les sanctuaires Kanpeisha sont de la responsabilité du Jingikan tandis que celles tenues dans les sanctuaires Kokuheisha relèvent de la responsabilité des autorités régionales. Si un sanctuaire veut être admis dans la catégorie principale Kansha, il doit remplir les critères mentionnés dans l'Engishiki et également être basé sur la collection des six chroniques historiques nationales (Rikkokushi), écrit aux VIIIe et IXe siècles.
Les Shōsha sont totalement subordonnés aux autorités régionales. Les Gōsha sont dans un premier temps dédiés aux divinités locales (par exemple l'Ujigami ubusunagami), mais plus tard redéfinis en tant que filiales régionales qui couvrent jusqu'à 1 000 villas. S'il y a dans une région plusieurs sanctuaires qui peuvent prétendre au rang de Gōsha, le sanctuaire le plus apte est élu comme tel tandis que les autres sont ses subordonnés. Ces derniers sanctuaires forment plus tard une catégorie distincte, les Sonsha.
En outre est créée le 4 juin 1872 une classe spéciale appelée Bekkaku Kanpeisha (別格官幣社, « sanctuaire gouvernemental spécial ») affectée au Minatogawa-jinja. Cette classe est créée en prenant quelques sanctuaires qui ne peuvent être promus directement en tant que Kanpei Shōsha ou Kokuhei Shōsha, comme moyen de récompenser les sanctuaires qui ont réussi à promouvoir la diffusion du shintoïsme d'État mais qui sont cependant subordonnés aux Kanpei Shōsha. Dans cette catégorie sont ajoutés 28 sanctuaires, parmi lesquels se distingue le Shōkonsha de Tokyo, promu Yasukuni-jinja le 4 juin 1879.
Ainsi, l'organisation hiérarchique est la suivante (du plus haut au plus bas) :
- Kansha : Kanpei Taisha → Kokuhei Taisha → Kanpei Chūsha → Kokuhei Chūsha → Kanpei Shōsha → Kokuhei Shōsha → Bekkaku Kanpeisha
- Shōsha : Fukensha = Hansha → Gōsha → Sonsha → Mukakusha

L'Ise-jingū, par ses caractéristiques spéciales comme lieu saint shinto, est dans une gamme spéciale et unique, se classant au-dessus du système hiérarchique.

### Letaikyō: les grands enseignements

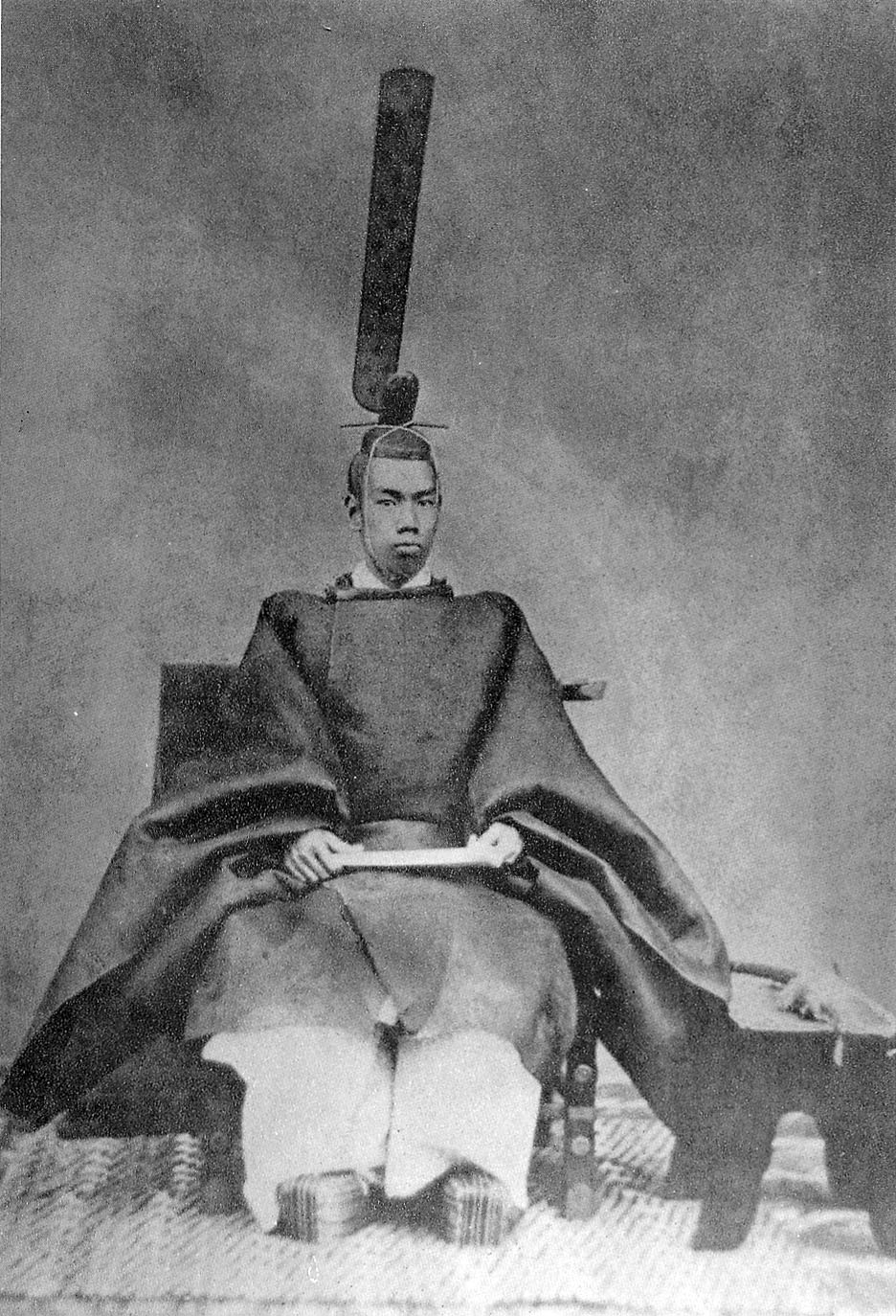
L'empereur Meiji habillé en prêtre shinto (1873).

En 1872, la politique religieuse du Japon change considérablement. Avec l'abolition du ministère shinto (Jingishō) en mars 1872, toutes les communautés religieuses du Japon, à l'exception du christianisme, sont pour la première fois regroupées dans une institution centrale du gouvernement et subordonnées à la mise en place du « ministère de la religion » (Kyōbushō). Dans le même temps, l'institution de la propagande est transférée des missionnaires shintoïstes aux nouveaux « maîtres de l'éthique » (Kyōdōshoku), auxquels les moines bouddhistes peuvent se joindre pour également participer à la diffusion de l'éthique des « grands enseignements ». L'intégration de moines bouddhistes influents dans le processus doit permettre - mais sans le succès escompté - l'endoctrinement dans les zones rurales du Japon dont les habitants ont une tradition religieuse à prédominance bouddhiste. Il est également permis à d'autres communautés religieuses de participer à la diffusion de cette éthique afin d'intégrer les différentes forces religieuses du pays par la promotion d'une idéologie nationale.
La condition de base pour la reconnaissance par les enseignants de l'éthique est la présence obligatoire du ministère de la religion qui formule trois exigences de formation (Sanjō Kyōken) pour « les grands enseignements » :
1. Reconnaissance de l'esprit d'admiration pour les kami et d'amour pour l'empereur;
2. Clarification du principe céleste et de la voie humaine;
3. Culte de l'empereur et l'obéissance à la Maison Impériale;

Le contexte actuel des exigences des « grands enseignements » est plutôt vague. L'interprétation exacte de chacun d'eux est laissée à l'appréciation individuelle de chaque enseignant d'éthique. Ces « grands enseignements » sont surtout dirigés vers les idéaux confucéens, l'éducation civique du peuple, le paiement des impôts, l'envoi des enfants à l'école, l'acceptation du service militaire ainsi que des coutumes très superstitieuses promues par le gouvernement, telles que l'utilisation du calendrier lunaire japonais traditionnel (voir calendrier japonais). En même temps, les pratiques des rituels shinto sont médiatisées.
Les grands prêtres du Ise-jingū sont employés principalement en tant que professeurs d'éthique, mais dans de nombreuses régions les moines bouddhistes, les anciens daimyos et d'autres membres de la vieille aristocratie sont principalement responsables de l'endoctrinement de la population. Systématiquement, partout dans le pays sont mis en place des sites d'endoctrinement. Il existe environ 100 000 établissements (dont les plus petits se trouvent dans des maisons privées) dans lesquels le gouvernement présente et promeut le nouvel empire japonais sur la base de ces « grands enseignements ».
C'est pourquoi, d'un point de vue juridique, le shintoïsme d'État n'est pas considéré lui-même comme une religion et le « ministère de la Religion » n'est pas responsable de l'éducation religieuse mais bien de l'instruction morale.
Cependant, la politique mise en œuvre selon ces principes est un échec. Comme les enseignements bouddhistes ne sont pas complétés par la doctrine nationale, des idées bouddhistes indépendantes commencent à émerger et s'éloignent progressivement de la propagande nationale, ce qui n'est pas prévu par le gouvernement et qui contredit l'idée d'un gouvernement d'un culte unique et d'une communauté de foi populaire. Les représentants des autres pays condamnent l'ingérence directe de l'État sur la liberté de religion.
Aussi l'activité des enseignants de l'éthique est-elle suspendue en mai 1875 et l'institution qui a soutenu le daikyōin est dissoute en éliminant la faction bouddhiste. Elle est réorganisée en une institution semi-publique connue sous le nom de « Secrétariat shinto » (神道事務局, Shintō Jimukyoku) et devient un centre du shintoïsme organisé à part des sanctuaires. Les sectes sintoíste deviennent indépendantes entre 1876 et 1882 et se séparent du Secrétariat shinto. Mais en 1886 est institué le « Secrétariat des sectes indépendantes » (神道本局, Shintō Honkyoku) ou Shintō taikyō (神道大教). Il ne s'agit cependant plus de promouvoir les enseignements mais de centraliser le culte sur la base du shintoïsme d'État.

### La sécularisation des temples et la Constitution Meiji

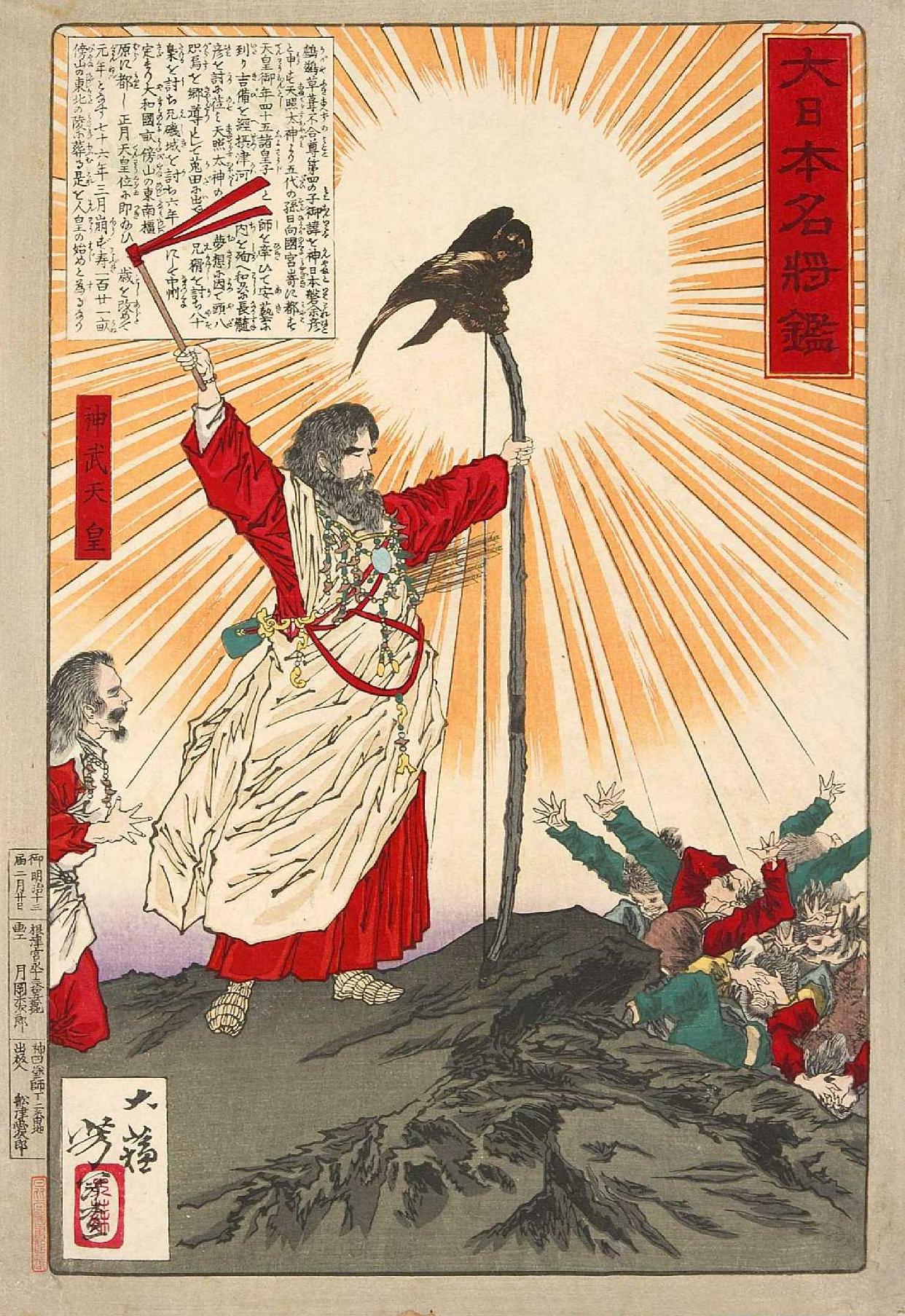
Gravure de l'ère Meiji du légendaire empereur Jimmu, premier empereur du Japon et descendant d'Amaterasu, déesse du Soleil. Durant la période du shintoïsme d'État de l'ère meiji, il est admis que tant la mythologie japonaise que la descendance de l'empereur Meiji remontent à l'empereur Jimmu et à la déesse Amaterasu et que ce sont des faits historiques véridiques et incontestable.

Avec l'abolition du ministère de la Religion en janvier 1877, est établie la « nouvelle autorité des sanctuaires et des temples » au sein du ministère de l'Intérieur (Shajikyoku). Bien qu'elle soit intégrée au ministère, cette autorité a compétence sur les questions religieuses (et pour la première fois sur le christianisme) jusqu'en 1900.
Les objectifs de l'« autorité des sanctuaires et des temples » sont précisés par un règlement de 1878 dans lequel sont entre autres mis en évidence :
- « La création de sanctuaires et de temples » (§ 1)
- « La création de sectes ou leur interdiction, ainsi que la séparation, l'union et la réforme des sectes et les changements d'appellation des sectes » (§ 7)
- « Le règlement des différends dans l'enseignement de la foi » (§ 14)

En 1882 il est officiellement interdit aux prêtres shinto et aux autorités des temples d'agir en tant que professeurs d'éthique (l'institution d'enseignants de l'éthique en tant que telle est officiellement abolie en 1884) et de s'occuper des cérémonies funéraires. Au début de mai 1882, un décret institue l'enregistrement de toutes les sectes shintoïstes comme organisations indépendantes, ajoutant le nom kyōha (secte) au lieu de l'habituel enregistrement des sanctuaires reconnus par l'État (jinja). Ces sectes sont classées comme communautés religieuses indépendantes. Leurs lieux de culte ne sont plus désignés comme sanctuaires (jinja) et reçoivent en retour la désignation de kyōkai (base d'apprentissage).
En 1889 est promulguée la Constitution de Meiji dont l'article 28 garantit la liberté de culte aux conditions suivantes :

« Les citoyens japonais à la condition de ne pas nuire à la paix et à l'ordre et de ne pas être hostiles à leurs devoirs en tant que citoyens, jouissent de la liberté de croyance religieuse »

Le shinto n'est pas spécialement mentionné dans la Constitution. Hermann Roesler, l'un des plus importants conseillers dans l'élaboration de la Constitution dit que la façon dont elle a été rédigée à l'article 28 laisse ouverte la possibilité d'un système de religion d'État en utilisant le shinto comme moyen. L'article 28, contrairement à d'autres articles, ne dispose pas de détermination et de délimitation juridique de son contenu. Implicitement, le shintoïsme d'État bénéficie d'une position privilégiée, tandis que les autres groupes religieux doivent recevoir l'accord préalable du gouvernement relativement à leurs doctrines et rituels.
En ce qui concerne l'empereur, seuls deux articles mentionnent une relation indirecte avec le shintoïsme d'État. Cependant, dans les articles 1 et 3 de la Constitution l'origine divine et sacrée de l'empereur et de ses descendants n'est pas justifiée :

« L'empire du Japon doit être géré et régi par une lignée d'empereurs intacte à travers les siècles.(§ 1) »

« L'Empereur est sacré et inviolable.(§ 3) »

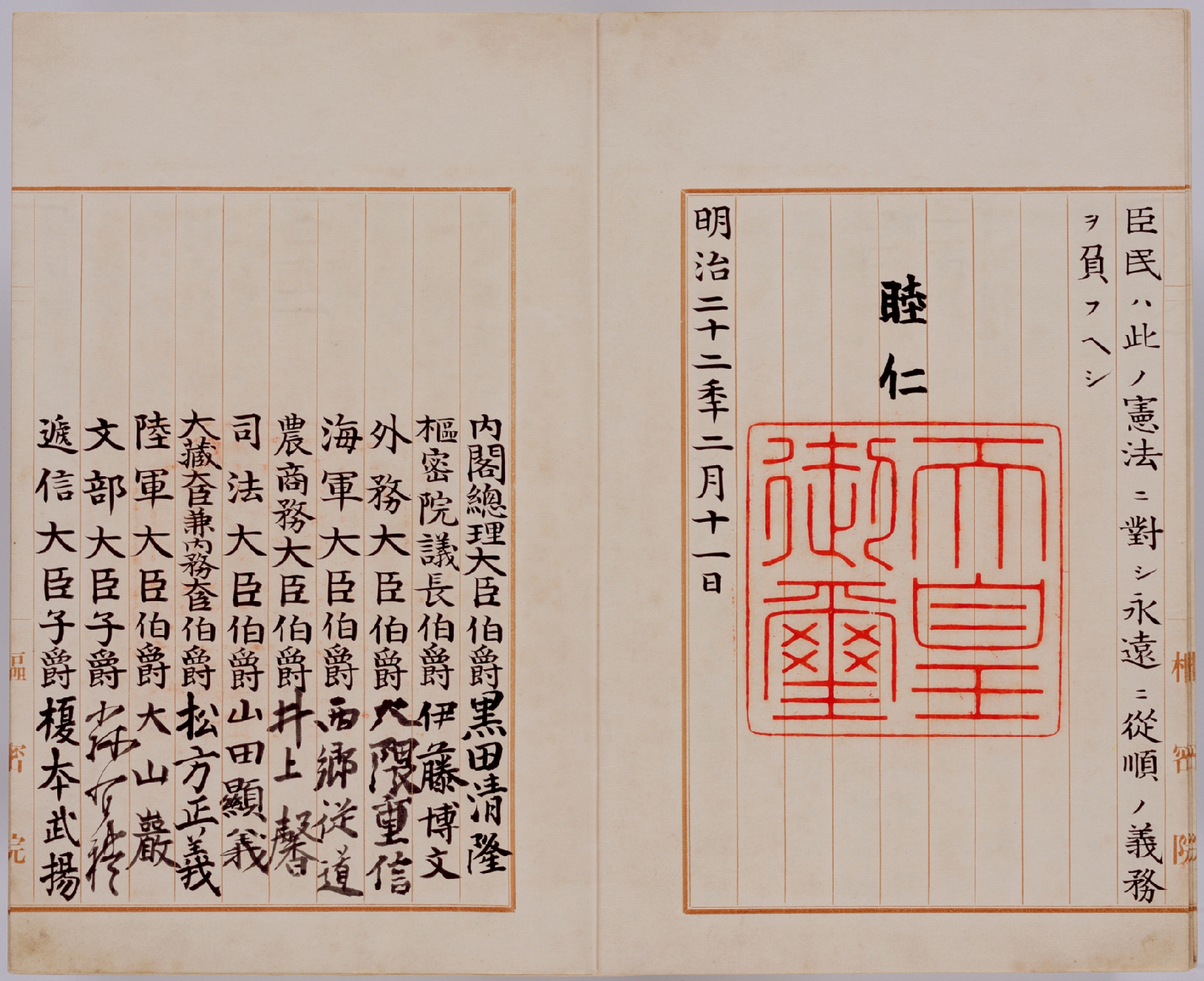
Troisième page de la Constitution de Meiji, montrant les paroles de l'empereur, le sceau impérial et sa signature.

Le 30 octobre 1890, avec la promulgation de l'édit impérial sur l'éducation, il est fait appel au caractère confucéen auprès des citoyens avec les valeurs sociales honorables qui existent depuis l'antiquité de la nation japonaise, telles que la vénération pour les parents, les vertus opposées entre frères et sœurs et la confiance entre amis, complétées en même temps de préoccupations modernes telles que l'adhésion aux lois et la bonne disposition vis-à-vis de l'État pour la conservation du trône impérial. Ces prescriptions attribuent la divinité à tous les ancêtres impériaux et leur infaillibilité, inscrite dans la Constitution de Meiji est accompagnée du serment de « se proposer courageusement à l'État » et de protéger la famille impériale. La conviction que l'empereur doit être adoré comme une « divinité vivante » ou arahitogami (現人神) se répand rapidement avec la distribution de portraits impériaux pour la vénération ésotérique. Ces pratiques sont conçues pour fortifier la solidarité nationale par le biais d'un patriotisme qui met l'accent sur le respect des sanctuaires, teinté d'introversion culturelle mystique dans le nationalisme japonais. L'origine légendaire des coutumes qui postulent l'obéissance docile est connue sous le nom d'« Essence de la nature fondamentale de notre royaume » (国体の精華, Kokutai no Seika).
Savoir si le dogme de l'empereur considéré comme « dieu parmi les hommes » a un caractère religieux au sein du shintoïsme d'État, est une question à l'origine de désaccords quant à décider si le shintoïsme d'État doit ou non être traité au même titre qu'une religion. Le gouvernement considère que l'admiration de l'Empereur n'est pas vraiment un « acte religieux » mais un « devoir civique désigné », même si cela est fait dans le cadre des rites shinto. L'acceptation dominante de l'admiration de l'Empereur est interprétée comme une sorte de culte de la famille élargie où l'empereur et sa famille ont une lignée divine et où l'empereur est considéré comme un père pour le peuple japonais. Le shintoïsme d'État n'est pas « religieux » au sens où tous les Japonais doivent obéir et se rendre aux sanctuaires afin de participer aux cérémonies. Il est par conséquent possible de promouvoir le culte de l'État avec une admiration religieuse qui ne contredit pas la « liberté de religion » garantie par l'article 28 de la Constitution.
En 1891, tous les prêtres shintoïstes sous le contrôle disciplinaire du gouvernement sont nommés fonctionnaires. En 1899, l'« Autorité des sanctuaires » publie une déclaration interdisant l'enseignement religieux dans les écoles publiques et privées. Toutefois, l'instruction morale enseignée dans les sanctuaires shinto reste au programme des écoles car il ne s'agit pas strictement d'un enseignement visant à la conversion.
En avril 1900 l'autorité des sanctuaires et des temples est abolie et deux nouvelles autorités sont créées au sein du ministère de l'Intérieur : L'« autorité des sanctuaires » (jinjakyoku) et l'« autorité de la religion » (shūkyōkyoku). L'ordre impérial no 136 du 26 avril attribue les sanctuaires et le « shintoïsme des sanctuaires » (神社神道, Jinja shintō) au « département des tâches de l'autorité des sanctuaires », et « toutes les questions relatives à la religion » au « département des tâches de l'autorité de la religion ». À partir de cette date et jusqu'à la fin de la Seconde Guerre mondiale, le shintoïsme des sanctuaires est nommé par le gouvernement « culte purement national ».
En 1911 est publié un décret du ministère de l'Éducation selon lequel les étudiants doivent régulièrement visiter les lieux saints. Cette obligation est justifiée par la participation des citoyens aux rites nationaux conformément à l'article 28 de la Constitution. Mais cette assise juridique est inexacte puisque cette mesure constitue une des obligations de limitation de la liberté civile et religieuse afin de trouver « l'ordre et la paix » consacrés par ledit article.

### Situation dans les colonies

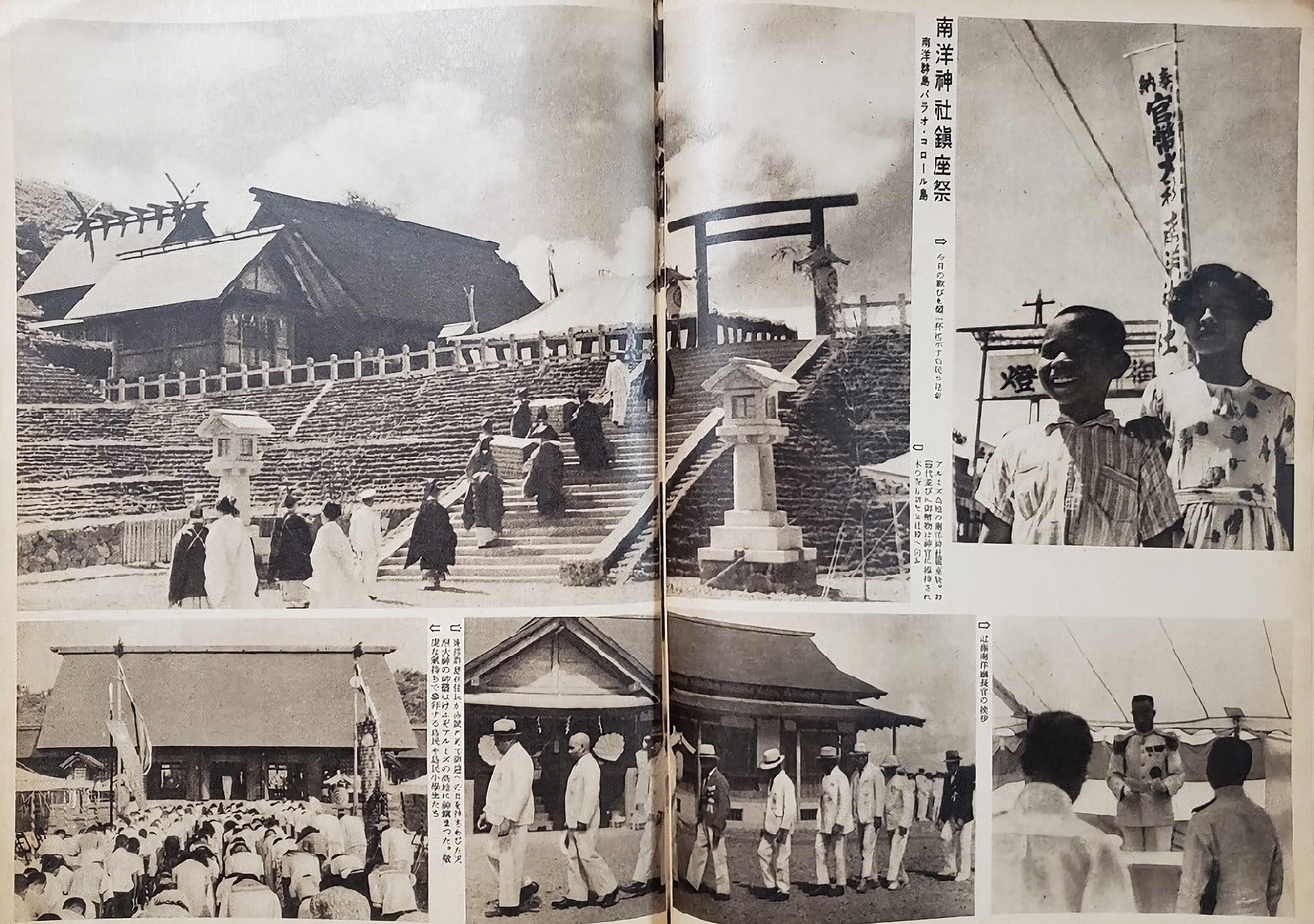
Une cérémonie shinto au sanctuaire Nan’yō, situé sur l'île de Koror, actuel Palaos.

Dans les colonies japonaises de Taïwan, de Chōsen (actuelle Corée), de Kwantung et des îles du Pacifique, les dirigeants coloniaux des territoires encouragent (à partir de l'ère Taishō) la construction de sanctuaires initialement destinés aux résidents japonais de ces zones. Par ailleurs, commence avec l'approbation de l'autorité coloniale, un processus de conversion religieuse visant les populations autochtones auprès desquelles l'empereur Meiji et Amaterasu sont présentées comme des divinités dans le cadre d'un processus d'assimilation culturelle pour endiguer l'influence culturelle et religieuse occidentale importée dans la région par le biais des missionnaires chrétiens.
Les principaux sanctuaires construits dans les colonies sont le sanctuaire de Chōsen (à Séoul), le Taiwan-jingū (à Taipei), le Nan'yō-jinja (à Koror, Palaos), le sanctuaire Kantō (à Kwantung), le sanctuaire Karafuto (avant l'annexion de Karafuto par le Japon en 1943), entre autres. Après la défaite de la Seconde Guerre mondiale à l'issue de laquelle le Japon renonce à ses colonies, tous les sanctuaires sauf quelques-uns situés à Palau, sont démantelés ou transformés en d'autres lieux de culte non-shinto.

## Après l'ère Meiji

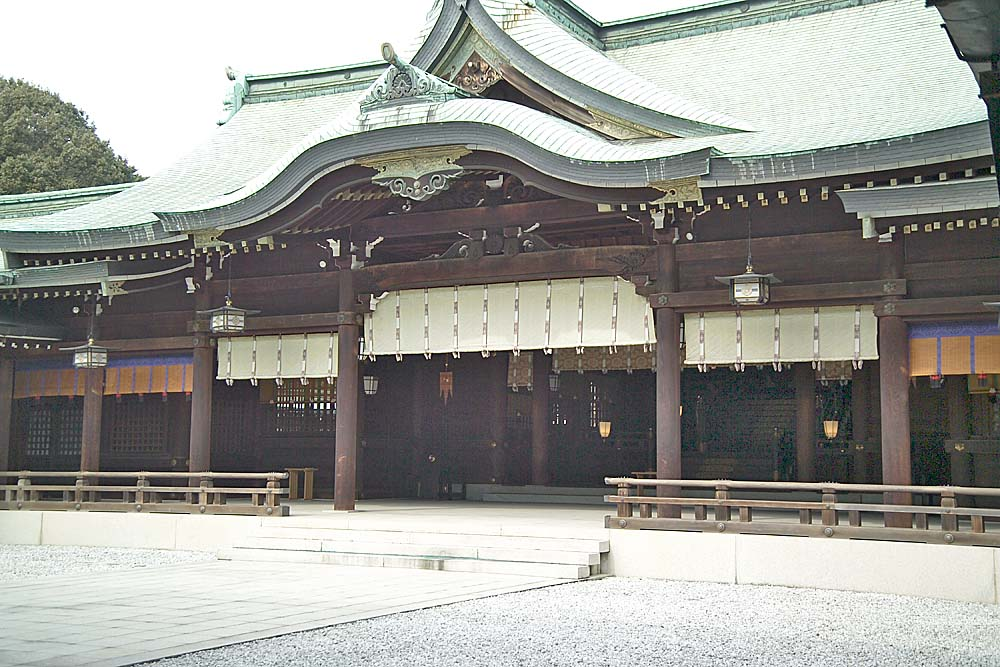
Le Meiji-jingū, ícône du shintoïsme d'État, établi de 1912 à 1920.

### Ère Taishō
Le shintoïsme d'État ne connaît pas de changement important au cours de l'ère Taishō mais cependant est questionnée pour la première fois la définition exacte de la nature du shintoïsme des sanctuaires.
En 1913, l'autorité religieuse est transférée du ministère de l'Intérieur au ministère de l'Éducation qui en est responsable jusqu'en 1942.
En 1926 est créé le « Comité pour la recherche sur le système religieux » (宗教制度調査会, shūkyō seido chōsakai). Cet organisme doit permettre de clarifier les relations entre les sanctuaires et la religion afin de recueillir des informations pour la planification d'une nouvelle loi sur la religion. Toutefois, le comité n'ayant pu obtenir de résultats satisfaisants en 1927, le projet de la nouvelle loi est rejeté par le parlement japonais.

### Ère Shōwa (avant-guerre)

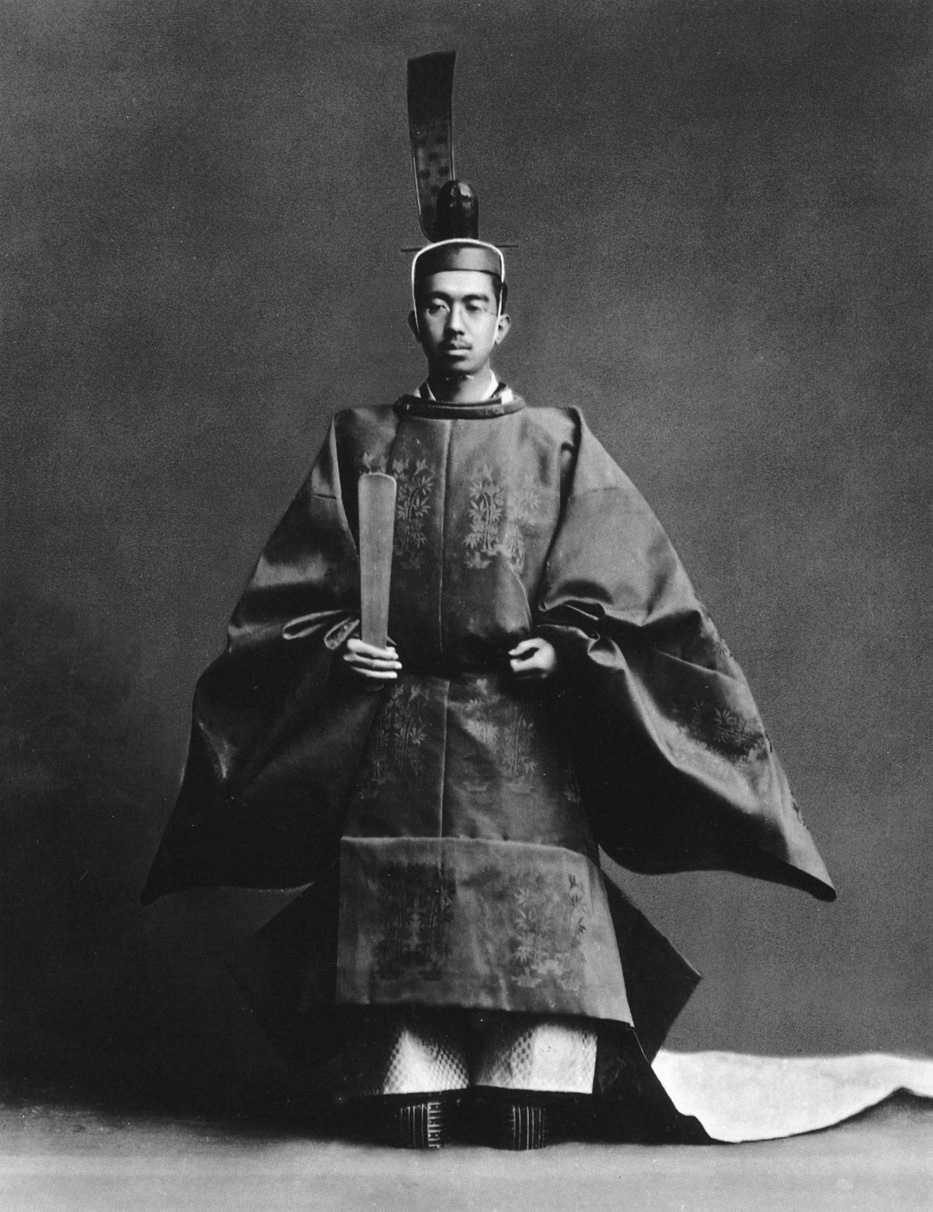
L'empereur Shōwa (Hirohito) habillé en prêtre shinto d'État (1926).

En 1929 est créé un « Comité de recherche du système des sanctuaires » (神社制度调查会, seido Jinja chōsakai) qui doit établir une clarification juridique, en théorie, dans les complexes relations entre le shintoïsme des sanctuaires shinto et la religion, par une « loi des sanctuaires ». Le nouveau comité, malgré des recherches et des échanges détaillés et approfondis, ne débouche sur rien de concret jusqu'à la fin de la guerre.
En 1935 est rédigé un nouveau projet pour une « loi sur les communautés religieuses » (宗教団体法, Shukyo Dantai hō), approuvée le 8 avril 1939 et le 1er avril 1940 entre en vigueur le décret impérial (勅令, chokurei) nº 855 de décembre 1939. Celui-ci représente un engagement général créé par les précédents débats politiques ultranationalistes, fondé sur le projet rejeté en 1929. La première section de la loi, qui définit ses objectifs, ne fait aucune mention du shintoïsme des sanctuaires :

« §1 Dans cette loi sont appelées « communautés religieuses » les sectes shinto (kyōha), les écoles de confessions bouddhistes (shūha), le christianisme et autres organisations religieuses (kyōdan) ainsi que les temples et les églises qui leur sont rattachés. »

Les critiques en provenance des autres groupes religieux au Japon gardent le silence avec le début de la guerre du Pacifique en 1937. Plus tard, la déclaration de guerre du 7 décembre 1941 du Japon contre les États-Unis et l'Empire britannique est fêtée dans tous les sanctuaires importants du Japon avec des cérémonies où il est espéré qu'au moins un représentant de chaque famille assiste. Ces manifestations ont une nette coloration militariste et des figures notables du gouvernement tels que Kuniaki Koiso, Heisuke Yanagawa, Kiichiro Hiranuma et le prince Kan'in Kotohito participent à ces rituels publics semblables aux anciennes cérémonies pour exprimer l'idée que le soutien à la guerre est un devoir sacré.

### Ère Shōwa (après-guerre)

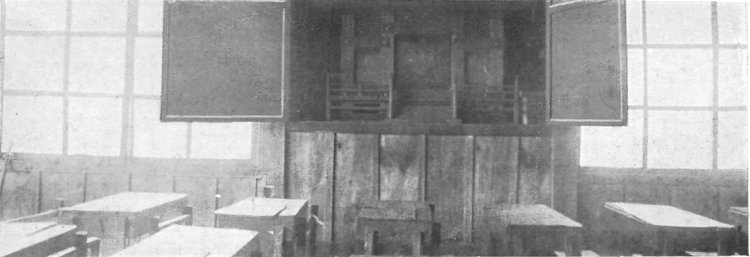
Les petits sanctuaires intérieurs (kamidana) situés dans les écoles sont interdits après la fin de la guerre. Ce petit sanctuaire montre un portrait de l'empereur.

La capitulation inconditionnelle du Japon le 15 août 1945 met fin à la Seconde Guerre mondiale et les puissances occupantes alliées au Japon sont représentées par le Commandant suprême des forces alliées. La déclaration de Potsdam du 26 juillet oblige le gouvernement japonais à lever tous les obstacles pour revitaliser et stabiliser les moyens démocratiques du peuple japonais. La liberté d'expression et la liberté de pensée et de religion dans le respect des droits de l'homme fondamentaux font partie des exigences formulées par la déclaration.
À cet égard, le Commandant suprême des Forces alliées publie la directive du 15 décembre 1945 qui supprime les groupes de travail, de soutien, de contrôle et d'expansion du shintoïsme d'État, les retire de la sphère gouvernementale (« Directive sur l'abolition du parrainage, du soutien gouvernemental, de la continuation, du contrôle et de la diffusion du shintoïsme d'État »), aussi connue au Japon simplement comme la « directive shinto » (神道指令, Shintō Shirei). Le principal objectif de la politique vis-à-vis du gouvernement japonais est d'aboutir à la complète séparation de la religion et de l'État, tant économique que politique. À cela s'ajoute l'interdiction de l'abus de la religion, en particulier shinto, pour imposer des idéologies militaristes et ultranationalistes.
Le parrainage des sanctuaires sur fonds publics est interdit par la directive qui supprime également la doctrine shinto des manuels scolaires. Ces changements sont la cause d'une controverse sur le contenu des manuels scolaires et leur régulation par l'État japonais.
Est également abolie la loi sur les organisations religieuses et le concept de « communautés religieuses » est remplacé par un nouveau « décret sur les organisations religieuses » (宗教法人令, Shūkyō Hōjinrei) mis en œuvre le 28 décembre 1945 (décret impérial nº 719), par lequel le shinto des sanctuaires est pour la première fois mis au même niveau légal que les autres organisations religieuses, et qui donne également des garanties pour la création et l'enregistrement des associations religieuses. Ce décret est remplacé en 1951 par la loi sur les organisations religieuses (宗教法人法, Shūkyō Hōjinhō).
Tous les structures administratives religieuses contrôlées par des institutions du gouvernement sont supprimées en mars 1946. Auparavant, le 23 janvier, 80 000 des 100 000 sanctuaires enregistrés dans le pays sont regroupés par une organisation privée appelée Jinja Honchō (神社本庁, « Association des sanctuaires shinto »).
La nouvelle Constitution du Japon qui entre en vigueur le 3 mai 1947 et dont l'article 20 garantit la liberté de culte, interdit à l'État de privilégier des organisations religieuses et stipule que nul ne peut être tenu de participer à des activités religieuses :

« Est garantie à tous la liberté de religion. Aucune organisation religieuse ne doit recevoir de privilèges de l'État, ni exercer aucune autorité politique.
Nul ne peut être contraint de participer à des actes, célébrations, rites ou pratiques à caractère religieux. »

En outre, l'article 89 de la Constitution interdit toute aide financière du gouvernement au profit d'institutions ou d'associations religieuses :

« Aucun argent ou autre bien public ne peut être donné ou alloué à l'usage, au bénéfice ou à l'entretien d'institutions ou d'associations religieuses ou à des organisations caritatives, éducatives ou de bienfaisance qui ne sont pas sous le contrôle des autorités publiques. »

Dans les décennies qui ont suivi, cet article 89 a fait l'objet de discussions et d'interprétations légales et politiques. L'une des plus importantes est la question portant sur le Jichinsai de Tsu survenue en 1977, à l'occasion de laquelle la Cour suprême du Japon admet la constitutionnalité de la subvention des autorités de la ville de Tsu pour effectuer la cérémonie shinto de purification de la terre ou Jichinsai (地 镇 祭), avant la construction d'un bâtiment public dans la ville, générant des discussions quant à savoir si la cérémonie est une pratique religieuse ou une coutume laïque,. En 1993, dans un autre cas comparable sur le soutien financier des autorités de la ville de Minoh pour le rite shinto de la paix ou Ireisai (慰 霊 祭) pour un mémorial, la Cour suprême a également déclaré cette subvention conforme à la Constitution, occasionnant des débats sur la religiosité des monuments et des rituels de pacification.

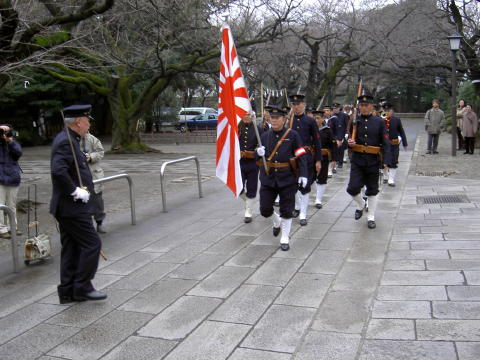
Vétérans japonais au sanctuaire Yasukuni (11 février 2003).

Pourtant, malgré ces mesures, les profondes racines des religions au Japon dans la culture et la société ne permettent pas une séparation absolue de l'État et la religion et sont à l'origine de controverses de la part de plusieurs organisations religieuses. Une des controverses les plus connues est la commémoration annuelle au Yasukuni-jinja (靖国神社) de leur respect pour tous les Japonais morts au combat de la part du premier ministre et de son cabinet. Ces visites provoquent la colère de la Chine et de la Corée en tant que victimes de l'occupation coloniale japonaise.
Il existe une autre controverse à propos de la présence implicite d'idées nationalistes tel que le Kokutai ou « essence de la nation », le shinkoku (神国, littéralement « Dieu-pays ») où le Japon est considéré comme un kami ou Kannagara no michi (惟神の道, littéralement « voie de l'unité divine »), conception mystique de l'empereur originaire du Japon antique et mentionnée par le Premier ministre Yoshirō Mori en 2000. De plus, le soutien de l’État aux rites shintoïstes liés à la succession impériale et la présence effective de l'institution de l'empereur, considéré comme « symbole de l’État » en vertu de l'article 1 de la Constitution du Japon, génèrent des débats entre intellectuels japonais et étrangers,.

## Institutions
Le tableau suivant montre l'évolution des institutions du gouvernement japonais depuis la restauration de Meiji jusqu'à nos jours, et la compétence juridictionnelle dont dépendent les divers groupes religieux au Japon mise en évidence par des cellules grises.
| Les groupes religieux subordonnés à leur compétence          | Les groupes religieux subordonnés à leur compétence                                                    | Les groupes religieux subordonnés à leur compétence | Les groupes religieux subordonnés à leur compétence | Les groupes religieux subordonnés à leur compétence |        |            |               |        |
| Nom japonais                                                 | Nom français                                                                                           | Date d'établissement                                | Abolition                                           | Sanctuaires                                         | Sectes | Bouddhisme | Christianisme | Autres |
| ------------------------------------------------------------ | --- | --------------------------------------------------- | --------------------------------------------------- | --------------------------------------------------- | ------ | ---------- | ------------- | ------ |
| Jingijimuka (神祇事務科)                                     | Département des Affaires shintō                                                                        | Janvier 1868                                        | Février 1868                                        |                                                     |        |            |               |        |
| Jingijimukyoku (神祇事務局)                                  | Secrétariat des Affaires shintō                                                                        | Février 1868                                        | Avril 1868                                          |                                                     |        |            |               |        |
| Jingikan (神祇官)                                            | Commission shinto                                                                                      | avril 1868                                          | août 1871                                           |                                                     |        |            |               |        |
| Minbushō shajigakari (民部省社寺掛)                          | Ministère des Affaires civiles, Département des sanctuaires et des temples                             | Juillet 1870                                        | Octobre 1870                                        |                                                     |        |            |               |        |
| Minbushō jiinryō (民部省寺院寮)                              | Ministère des Affaires civiles, Administration des temples                                             | Octobre 1870                                        | Juillet 1871                                        |                                                     |        |            |               |        |
| Ōkurasho kosekiryō shajika (大蔵省戸籍寮社寺課)              | Ministère des Finances, Bureau des dossiers de recensement, Département des sanctuaires et des temples | Juillet 1871                                        | Mars 1872                                           |                                                     |        |            |               |        |
| Jingishō (神祇省)                                            | Ministère du Shintoïsme                                                                                | août 1871                                           | mars 1872                                           |                                                     |        |            |               |        |
| Kyōbushō (教部省)                                            | Ministère de la Religion                                                                               | Mars 1872                                           | janvier 1877                                        |                                                     |        |            |               |        |
| Naimushō shajikyoku (内務省社寺局)                           | Ministère de l'Intérieur, Administration des sanctuaires et des temples                                | Janvier 1877                                        | Avril 1900                                          |                                                     |        |            |               |        |
| Naimushō jinjakyoku (内務省神社局)                           | Ministère de l'Intérieur, Administration des sanctuaires                                               | Avril 1900                                          | Novembre 1940                                       |                                                     |        |            |               |        |
| Naimushō shūkyōkyoku (内務省宗教局)                          | Ministère de l'Intérieur, Administration de la religion                                                | Avril 1900                                          | Juin 1913                                           |                                                     |        |            |               |        |
| Monbushō shūkyōkyoku (文部省宗教局)                          | Ministère de l'Éducation, Administration de la religion                                                | Juin 1913                                           | Novembre 1942                                       |                                                     |        |            |               |        |
| Naimushō jingiin (内務省神祇院)                              | Ministère de l'Intérieur, Comité des sanctuaires                                                       | Novembre 1940                                       | Février 1946                                        |                                                     |        |            |               |        |
| Monbushō kyōkakyoku shūkyōka (文部省教化局宗教課)            | Ministère de l'Éducation, Administration scolaire, Département de la religion                          | Février 1942                                        | Novembre 1943                                       |                                                     |        |            |               |        |
| Monbushō kyōgakukyoku shūkyōka (文部省教学局宗教課)          | Ministère de l'Éducation,, Administration des Affaires éducatives, Département de la religion          | Novembre 1943                                       | Octobre 1945                                        |                                                     |        |            |               |        |
| Monbushō shakaikyōikukyoku shūkyōka (文部省社会教育局宗教課) | Ministère de l'Éducation,, Administration de l'éducation sociale, Département de la religion           | Octobre 1945                                        | Mars 1946                                           |                                                     |        |            |               |        |
| Monbudaijin kanbō shūmuka (文部大臣官房宗務課)               | Secrétariat du ministère de l'Éducation, Département des Affaires religieuses                          | mars 1946                                           | août 1952                                           |                                                     |        |            |               |        |
| Monbushō chōsakyoku shūmuka (文部省調査宗務課)               | Administration de la recherche du ministère de l'Éducation, Département des Affaires religieuses       | août 1952                                           |                                                     |                                                     |        |            |               |        |

1. ↑  Ne concerne que les sectes Shinto
2. ↑  Contrôle les sanctuaires qui ne sont pas sous le contrôle direct du Jingi-kan.
3. ↑  Contrôle les sanctuaires qui ne sont pas sous le contrôle direct du Jingi-kan ou du Jingishō.

### En japonais
- 村上重良『国家神道』 Iwanami Shinsho|岩波新書、1970 年。
- 葦津珍彦『国家神道とは何だったのか』 Jinja Shinpō|神社新報 社、1987年。
- 安丸良夫・宮地正人『宗教と国家―日本近代思想大系第5巻』岩波書店、1998年。

### En anglais
- Agence pour les Affaires culturelles, Gregory J (1972). Japanese Religion, A Survey. Kodansha International.  (ISBN 0-87011-467-0).
- Antoni, Klaus (2002). Religion and National Identity in the Japanese Context. Hamburgo: Lit Verlag.
- Breen, John (2000). Shinto in History. RoutledgeCurzon.  (ISBN 0-7007-1172-4).
- Brooker, Paul (1991). The Faces of Fraternalism: Nazi Germany, Fascist Italy, and Imperial Japan. Oxford.  (ISBN 0-19-827319-3)
- Creemers, Wilhelmus H. M. (1968). Shrine Shinto after World War II. E. J. Brill.
- Hall, John Whitney (1971). Japan From Prehistory to Modern Times. Charles Tuttle & Company.
- Hardacre, Helen (1991). Shinto and the State, 1868-1988. Princeton University Press.  (ISBN 0-691-02052-3).
- Holton, Daniel Clarence (1947). Modern Japan and Shinto Nationalism. Rev ed. Chicago, University of Chicago Press.
- Holton, Daniel Clarence (1984). The Political Philosophy of Modern Shinto: A Study of the State Religion of Japan. AMS Press.  (ISBN 0-404-15937-0).
- Kasza, Gregory J (1984). The State and the Mass Media in Japan, 1918-1945. University of California Press.  (ISBN 0-520-08273-7).
- Neary, Ian (2005). The State and Politics in Japan. Polity.  (ISBN 0-7456-2134-1).
- Tsunetsugu, Muraoka (1988). Studies in Shinto Thought. Greenwood Press.  (ISBN 0-313-26555-0)

### En allemand
- Antoni, Klaus (1998). Shintō und die Konzeption des japanischen Nationalwesens (kokutai). Leyde : Brill.
- Fischer, Peter (2001). Versuche einer Wiederbelebung von Staatsreligion im heutigen Japan unter besonderer Berücksichtigung der Entwicklungsgeschichte des Staats-Shintō. In Peter Schalk (Hg.). Zwischen Säkularismus und Hierokratie. Studien zum Verhältnis von Religion und Staat in Süd- und Ostasien. Uppsala: Acta Universitatis Upsaliensis, p. 209-247.
- Lokowandt, Ernst (1976). Die rechtliche Entwicklung des Staats-Shinto in der ersten Hälfte der Meiji-Zeit (1868-1890) . Bonn.
- Lokowandt, Ernst (1981). Zum Verhältnis von Staat und Shintô im heutigen Japan. Wiesbaden.  (ISBN 3-447-02094-6)
- Masao, Maruyama (1988). Denken in Japan. Francfort-sur-le-M. : Suhrkamp 1988 (titre original japonais : Nihon no shisō, 1961).